# Aeroporto di Boufarik
L'aeroporto di Boufarik (ICAO: DAAK) è un aeroporto militare situato nei pressi della città di Boufarik, in Algeria.
Gli aeromobili basati presso l'aeroporto sono il Beechcraft 1900,il CASA C-295,il Lockheed C-130 Hercules e l'Ilyushin Il-76. L'aeroporto è anche la base della 2e Escadre de Transport Tactique et Logistique e della 7e Escadre de Transport Tactique et de Ravitaillement en vol.
L'11 aprile 2018, un Ilyushin Il-76 gestito dalla aviazione militare algerina si è schiantato poco dopo essere decollato dall'aeroporto di Boufarik, causando la morte di tutti i 257 passeggeri a bordo.